# سنترال (كارولاينا الجنوبية)
سنترال (بالإنجليزية: Central, South Carolina)‏ هي بلدة أمريكية تقع في الولايات المتحدة في Pickens County. يقدر عدد سكانها بـ 3,522 نسمة ومساحتها 6.2 كم2 وترتفع عن سطح البحر 278 متر.

## التركيبة السكانية
حدّد مكتب تعداد الولايات المتحدة بيانات التركيبة السكانية لسنترال في تعداد الولايات المتحدة. في ما يلي، التركيبة السكانية حسب تعدادي 2000 و2010.

### تعداد عام 2000
بلغ عدد سكان سنترال 3,522 نسمة بحسب تعداد عام 2000، وبلغ عدد الأسر 1,560 أسرة وعدد العائلات 618 عائلة مقيمة في البلدة. في حين سجلت الكثافة السكانية 488.5 نسمة لكل كيلومتر مربع (1,265.2/ميل2). وبلغ عدد الوحدات السكنية 1,832 وحدة بمتوسط كثافة قدره 254.1 لكل كيلومتر مربع (658.1/ميل2).
وتوزع التركيب العرقي للبلدة بنسبة 79.70% من البيض و15.25% من الأمريكيين الأفارقة و0.03% من الأمريكيين الأصليين و1.79% من الأمريكيين ذوي الأصول الآسيوية و2.13% من الأعراق الأخرى و1.11% من عرقين مختلطين أو أكثر و4.32% من الهسبانيون أو اللاتينيون من أي عرق.
بلغ عدد الأسر 1,560 أسرة كانت نسبة 19.2% منها لديها أطفال تحت سن الثامنة عشر تعيش معهم، وبلغت نسبة الأزواج القاطنين مع بعضهم البعض 27.1% من أصل المجموع الكلي للأسر، ونسبة 8.9% من الأسر كان لديها معيلات من الإناث دون وجود شريك، بينما كانت نسبة 3.6% من الأسر لديها معيلون من الذكور دون وجود شريكة وكانت نسبة 60.4% من غير العائلات. تألفت نسبة 35.1% من أصل جميع الأسر من عدة أفراد يعيشون في نفس المنزل ونسبة 7.2% كانت تتألف من شخص يعيش بمفرده يبلغ من العمر 65 عاماً أو أكثر. وبلغ متوسط حجم الأسرة المعيشية 2.19، أما متوسط حجم العائلات فبلغ 2.91.
بلغ العمر الوسطي للسكان 24.3 عاماً. وكانت نسبة 15.1% من القاطنين تحت سن الثامنة عشر، وكانت نسبة 35.4% بين الثامنة عشر والرابعة والعشرين عاماً، ونسبة 25.6% كانت واقعةً في الفئة العمرية ما بين الخامسة والعشرين والرابعة والأربعين عاماً، ونسبة 12.7% كانت ما بين الخامسة والأربعين والرابعة والستين، ونسبة 8.1% كانت ضمن فئة الخامسة والستين عاماً فما فوق. يوجد لكل 100 أنثى 113.5 ذكر، ويوجد لكل 100 أنثى في الثامنة عشر من عمرها فما فوق 112.1 ذكر.
بلغ متوسط دخل الأسرة في البلدة 23,869 دولارًا، أما متوسط دخل العائلة فبلغ 39,524 دولارًا. وكان متوسط دخل الذكور 26,855 دولارًا مقابل 22,207 دولارًا للإناث. وسجل دخل الفرد الخاص بالبلدة 14,394 دولارًا. وكانت نسبة 11.3% من العائلات ونسبة 29.2% من السكان تحت خط الفقر، وكان من هؤلاء نسبة 19.6% تحت سن الثامنة عشر ونسبة 8.2% في الخامسة والستين من العمر وما فوق.

### تعداد عام 2010
بلغ عدد سكان سنترال 5,159 نسمة بحسب تعداد عام 2010، وبلغ عدد الأسر 1,972 أسرة وعدد العائلات 637 عائلة مقيمة في البلدة. في حين سجلت الكثافة السكانية 715.5 نسمة لكل كيلومتر مربع (1,853.1/ميل2). وبلغ عدد الوحدات السكنية 2,230 وحدة بمتوسط كثافة قدره 309.3 لكل كيلومتر مربع (801.1/ميل2).
وتوزع التركيب العرقي للبلدة بنسبة 75.85% من البيض و15.29% من الأمريكيين الأفارقة و0.17% من الأمريكيين الأصليين و3.31% من الأمريكيين ذوي الأصول الآسيوية و0.02% من سكان جزر المحيط الهادئ و3.41% من الأعراق الأخرى و1.94% من عرقين مختلطين أو أكثر و5.08% من الهسبانيون أو اللاتينيون من أي عرق.
بلغ عدد الأسر 1,972 أسرة كانت نسبة 16.6% منها لديها أطفال تحت سن الثامنة عشر تعيش معهم، وبلغت نسبة الأزواج القاطنين مع بعضهم البعض 19.2% من أصل المجموع الكلي للأسر، ونسبة 8.7% من الأسر كان لديها معيلات من الإناث دون وجود شريك، بينما كانت نسبة 4.5% من الأسر لديها معيلون من الذكور دون وجود شريكة وكانت نسبة 67.7% من غير العائلات. تألفت نسبة 30.7% من أصل جميع الأسر من عدة أفراد يعيشون في نفس المنزل ونسبة 9.3% كانت تتألف من شخص يعيش بمفرده يبلغ من العمر 65 عاماً أو أكثر. وبلغ متوسط حجم الأسرة المعيشية 2.43، أما متوسط حجم العائلات فبلغ 2.92.
بلغ العمر الوسطي للسكان 22.5 عاماً. وكانت نسبة 11.1% من القاطنين تحت سن الثامنة عشر، وكانت نسبة 52% بين الثامنة عشر والرابعة والعشرين عاماً، ونسبة 20% كانت واقعةً في الفئة العمرية ما بين الخامسة والعشرين والرابعة والأربعين عاماً، ونسبة 10.1% كانت ما بين الخامسة والأربعين والرابعة والستين، ونسبة 6.8% كانت ضمن فئة الخامسة والستين عاماً فما فوق. وتوزع التركيب الجنسي للسكان بنسبة 51.3% ذكور و48.7% إناث.

## أعلام
- دياندر هوبكينز
- ليندسي غراهام
- ديشون وليامز